# Primera División (Chile) 2005 Apertura
Die Apertura der Primera División 2005, auch unter dem Namen Campeonato Nacional Apertura Copa Banco del Estado 2005 bekannt, war die 77. Spielzeit der Primera División, der höchsten Spielklasse im Fußball in Chile. Die Saison begann am 21. Januar und endete am 9. Juli.
Die Saison wurde wie bereits in den Vorjahren in zwei eigenständige Halbjahresmeisterschaften, der Apertura und Clausura, unterteilt.
Die Meisterschaft gewann das Team von Unión Española, das sich im Finale gegen Coquimbo Unido durchsetzen konnte. Für den Klub spanischer Auswanderer war es der 7. Meisterschaftstitel, der sich damit gleichzeitig für die Copa Libertadores 2006 qualifizierte. Für die Copa Sudamericana 2005 qualifizierten sich die beiden punktbesten Teams der Ligaphase CD Universidad Católica und CF Universidad de Chile.
Die Absteiger werden anhand der Gesamttabelle am Ende der Clausura ermittelt.

## Modus
Die 20 Teams spielen einmalig jeder gegen jeden. Aufgegliedert in vier Gruppen à 5 Teams kommt Gruppensieger in die Finalrunde. Dazu kommen die beiden besten Gruppenzweiten sowie die beiden Sieger aus den Entscheidungsspielen zwischen den beiden weiteren Gruppenzweiten und den beiden punktbesten Teams, die noch nicht qualifiziert sind. Bei Unentschieden kommt das Team mit mehr Punkten aus der Ligaphase in die Finalrunde.
Die Finalrunde findet im K.-o.-System mit Hin. und Rückspiel statt. Sieger ist das Team mit mehr Toren in beiden Spielen. Die Auswärtstorregel findet keine Anwendung, sondern bei Torgleichstand geht es in die Verlängerung und ins Elfmeterschießen. Für die Copa Sudamericana qualifizieren sich die beiden punktbesten teams der Ligaphase. Die Absteiger werden am Ende der Clausura anhand der Gesamttabelle ermittelt.

## Teilnehmer
Durch die Aufstockung der Liga auf 20 Vereine gab es nur Aufsteiger. Diese waren Deportes Melipilla und Deportes Concepción. Folgende Vereine nahmen daher an der Meisterschaft 2005 teil:
| Mannschaft                | Stadt             |
| ------------------------- | ----------------- |
| Audax Italiano            | Santiago de Chile |
| CD Cobreloa               | Calama            |
| CD Cobresal               | El Salvador       |
| CSD Colo-Colo             | Santiago de Chile |
| Coquimbo Unido            | Coquimbo          |
| Deportes Concepción       | Concepción        |
| Deportes La Serena        | La Serena         |
| Deportes Melipilla        | Melipilla         |
| Deportes Puerto Montt     | Puerto Montt      |
| Deportes Temuco           | Temuco            |
| Everton                   | Viña del Mar      |
| CD Huachipato             | Talcahuano        |
| CD Palestino              | Santiago de Chile |
| Rangers de Talca          | Talca             |
| Santiago Wanderers        | Valparaíso        |
| Universidad Católica      | Santiago de Chile |
| Universidad de Chile      | Santiago de Chile |
| Universidad de Concepción | Concepción        |
| Unión Española            | Santiago de Chile |
| Unión San Felipe          | San Felipe        |

## Ligaphase

### Gruppe A
| Pl. | Verein                 | Sp. | S  | U | N  | Tore    | Diff. | Punkte |
| --- | ---------------------- | --- | -- | - | -- | ------- | ----- | ------ |
| 1.  | CSD Colo-Colo          | 19  | 9  | 5 | 5  | 034:240 | +10   | 32     |
| 2.  | CD Huachipato          | 19  | 10 | 1 | 8  | 031:280 | +3    | 31     |
| 3.  | Unión San Felipe       | 19  | 5  | 3 | 11 | 016:260 | −10   | 18     |
| 4.  | Deportes Melipilla (N) | 19  | 4  | 5 | 10 | 014:300 | −16   | 17     |
| 5.  | Audax Italiano         | 19  | 3  | 7 | 9  | 022:320 | −10   | 16     |

### Gruppe B
| Pl. | Verein                | Sp. | S  | U | N  | Tore    | Diff. | Punkte |
| --- | --------------------- | --- | -- | - | -- | ------- | ----- | ------ |
| 1.  | CD Cobreloa (M)       | 19  | 10 | 3 | 6  | 035:290 | +6    | 33     |
| 2.  | Coquimbo Unido        | 19  | 9  | 2 | 8  | 029:270 | +2    | 29     |
| 3.  | Deportes La Serena    | 19  | 7  | 5 | 7  | 028:350 | −7    | 26     |
| 4.  | Santiago Wanderers    | 19  | 7  | 2 | 10 | 028:300 | −2    | 23     |
| 5.  | Deportes Puerto Montt | 19  | 5  | 3 | 11 | 030:360 | −6    | 18     |

### Gruppe C
| Pl. | Verein                    | Sp. | S | U | N  | Tore    | Diff. | Punkte |
| --- | ------------------------- | --- | - | - | -- | ------- | ----- | ------ |
| 1.  | Unión Española            | 19  | 7 | 5 | 7  | 032:310 | +1    | 26     |
| 2.  | Deportes Concepción (N)   | 19  | 6 | 7 | 6  | 020:210 | −1    | 25     |
| 3.  | Universidad de Concepción | 19  | 6 | 4 | 9  | 023:310 | −8    | 22     |
| 4.  | CD Palestino              | 19  | 5 | 3 | 11 | 030:360 | −6    | 18     |
| 5.  | Deportes Temuco           | 19  | 3 | 8 | 8  | 024:310 | −7    | 17     |

### Gruppe D
| Pl.                                | Verein               | Sp. | S  | U | N | Tore    | Diff. | Punkte |
| ---------------------------------- | -------------------- | --- | -- | - | - | ------- | ----- | ------ |
| 1.                                 | Universidad Católica | 19  | 14 | 2 | 3 | 039:130 | +26   | 44     |
| 2.                                 | Universidad de Chile | 19  | 12 | 3 | 4 | 036:190 | +17   | 39     |
| 3.                                 | CD Cobresal          | 19  | 9  | 5 | 5 | 032:250 | +7    | 32     |
| 4.                                 | Everton              | 19  | 8  | 6 | 5 | 032:270 | +5    | 30     |
| 5.                                 | Rangers de Talca     | 19  | 7  | 7 | 5 | 023:220 | +1    | 28     |
| Quelle: rsssf.org, Stand: Endstand |                      |     |    |   |   |         |       |        |

| (M) | Vorjahresmeister |
| (N) | Aufsteiger       |

## Entscheidungsspiel um die Teilnahme zur Finalrunde
|                     | Ergebnis |             |
| ------------------- | -------- | ----------- |
| Coquimbo Unido      | 2:1      | Everton     |
| Deportes Concepción | 4:3      | CD Cobresal |

Damit qualifizieren sich die Coquimbo Unido und der Deportes Concepción für die Finalrunde.

## Finalrunde

### Viertelfinale
|                     | Gesamt          |                      | Hinspiel | Rückspiel |
| ------------------- | --------------- | -------------------- | -------- | --------- |
| Coquimbo Unido      | 2:1             | CD Cobreloa          | 1:0      | 1:1       |
| CD Huachipato       | 5:0             | CSD Colo-Colo        | 4:0      | 1:0       |
| Deportes Concepción | 2:6             | Universidad Católica | 1:2      | 1:4       |
| Unión Española      | 2:2 (3:2 i. E.) | Universidad de Chile | 1:2      | 1:0       |

### Halbfinale
|                | Gesamt           |                      | Hinspiel | Rückspiel |
| -------------- | ---------------- | -------------------- | -------- | --------- |
| Coquimbo Unido | 3:2              | CD Huachipato        | 2:1      | 1:1       |
| Unión Española | 1:1 (10:9 i. E.) | Universidad Católica | 0:0      | 1:1       |

### Finale
Das Hinspiel fand am 3., das Rückspiel am 9. Juli statt.
|                | Gesamt |                | Hinspiel | Rückspiel |
| -------------- | ------ | -------------- | -------- | --------- |
| Unión Española | 4:2    | Coquimbo Unido | 1:0      | 3:2       |

Mit dem Erfolg gewann Unión Española seinen 7. Meisterschaftstitel.

## Beste Torschützen
| Rang | Spieler              | Klub                    | Tore |
| ---- | -------------------- | ----------------------- | ---- |
| 1    | Joel Estay           | Everton                 | 13   |
|      | Héctor Mancilla      | CD Huachipato           | 13   |
|      | Álvaro Sarabia       | Deportes Puerto Montt   | 13   |
| 4    | José Luis Villanueva | CD Universidad Católica | 12   |
| 5    | Marcelo Corrales     | Coquimbo Unido          | 11   |
| 6    | Manuel Neira         | Unión Española          | 10   |
|      | Marco Olea           | CF Universidad de Chile | 10   |